# Evagoras Pallikaridis
Evagoras Pallikaridis (griechisch Ευαγόρας Παλληκαρίδης, englisch Evagoras Pallikarides; * 27. Februar 1938 in Tsada (Bezirk Paphos); † 14. März 1957 in Nikosia) war ein zyprischer Dichter und Widerstandskämpfer gegen die britischen Kolonialherren. Er wurde von britischen Soldaten verhaftet und als jüngster und letzter Widerstandskämpfer in Zyperns Kampf um die Unabhängigkeit hingerichtet.

## Leben
Pallikaridis wurde in Tsada, dem Dorf seiner Mutter Afroditi Papadaniil, geboren. Sein Vater Miltiadis Pallikaridis stammte aus dem Bezirk Kyrenia im Norden Zyperns. Evagoras war das vierte Kind der Familie und hatte zwei Brüder, Eleftherios und Andreas, und zwei Schwestern, Georgia und Maroula. Seine Grundschulzeit (1944–1950) schloss er in Ktima bei Paphos ab. Von 1950 bis 1955 besuchte er das griechische Gymnasium von Paphos. Am Ende der dritten Gymnasiumsklasse wurde Pallikaridis politisch aktiv und verließ die Schule.

## Im Widerstand
Im April 1955 schloss Pallikaridis sich der EOKA (Εθνική Οργάνωσις Κυπρίων Αγωνιστών, Ethniki Organosis Kyprion Agoniston, deutsch ‚Nationale Organisation zypriotischer Kämpfer‘) an, deren Ziel die Unabhängigkeit der Kronkolonie Zypern von Großbritannien war.
Einen Tag vor der Krönung Elisabeth II. von England beteiligte er sich am 1. Juni 1953 an den antibritischen Demonstrationen. Als seine erste politische Tat gilt das Herunterholen der britischen Fahne vom Mast des Schul-Stadions, das für die Feierlichkeiten hergerichtet worden war. Seine Tat war der Beginn einer starken Protestwelle und führte dazu, dass in Paphos die Krönung nicht feierlich begangen werden konnte. Obwohl Pallikaridis für seine Tat festgenommen wurde, ließ man ihn wegen seines Alters, er war erst 15 Jahre alt, wieder frei. Für die EOKA beteiligte er sich ab dem Frühjahr 1955 an Demonstrationen, schrieb Parolen und half bei der Sprengung britischer Ziele.
Pallikaridis wurde im November 1955 während einer Schülerdemonstration abermals verhaftet, da er zwei britische Soldaten wegen der Misshandlung eines Mitschülers angegriffen hatte. Vor seiner Verurteilung zu einer Gefängnisstrafe konnte er fliehen. Danach setzten ihn die britischen Behörden zur Fahndung aus mit einer Belohnung von 5000 Liren. Er konnte untertauchen und bis zum Dezember 1956 auf freiem Fuß bleiben. Im Dezember verhaftete ihn während eines Waffentransports eine britische Militärstreife. Er soll anschließend in der Haft grausam gefoltert worden sein. Dies bezeugen seine Verwandten, die ihn 10 Tage nach seiner Festnahme besuchen durften und Zeichen seiner Misshandlung erkennen konnten.
Pallikaridis wurde wegen des illegalen Besitzes und Handels mit Waffen angeklagt. Statt sich während seines Prozesses im März 1957 zu verteidigen, gab er seine Schuld zu und soll die Worte: „Γνωρίζω ότι θα με κρεμάσετε. Ό,τι έκαμα το έκαμα ως Έλλην Κύπριος όστις ζητεί την Ελευθερίαν του. Τίποτα άλλο“ (deutsch ‚Ich weiß, dass Sie mich hängen werden. Was ich getan habe, habe ich als griechischer Zypriot getan und als solcher suche ich meine Freiheit. Nichts anderes.‘) geäußert haben.
Nachdem er zum Tode verurteilt worden war, kam es in Zypern zu Protesten mit dem Ziel, Pallikaridis zu retten. Jedoch wurden die Gnadengesuche von dem griechischen König Paul, dem britischen Parlament, den Vereinigten Staaten und dem englischen Gouverneur Zyperns John Harding abgelehnt. Dieser wurde in seiner kurzen Amtszeit in Zypern für sein hartes Durchgreifen gegen den Widerstand bekannt, denn in der Zeit wurden neun junge EOKA-Kämpfer trotz internationaler Proteste hingerichtet, unter ihnen auch Evagoras Pallikaridis. 16 Tage nach der Urteilsverkündigung, am frühen Morgen des 14. März 1957, starb er kurz nach seinem 19. Geburtstag durch den Strang. Er war der jüngste der hingerichteten EOKA-Kämpfer und beeindruckte seine Mitgefangenen durch seine Haltung und seinen Mut.
Seine Hinrichtung führte zu einer Protestwelle gegen die britischen Kolonialherren und verhinderte, dass weitere 26 zum Tode verurteilte Widerstandskämpfer exekutiert wurden. Evagoras Pallikaridis wurde durch sein Leben und die Art, wie er sein Schicksal ertrug, zu einem Symbol des Freiheitskampfes Zyperns.
Anlässlich des Todes von Elisabeth II. 2022 kam eine Diskussion darüber auf, warum sie Pallikaridis keine Gnade gewährt habe. Pallikaridis selbst ging gegen das Urteil nicht in Berufung und minimierte dadurch seine Chancen auf eine Begnadigung. Allerdings ließen seine Rechtsanwälte im Namen seiner Mutter ein Gnadenersuch unter anderem an die Königin schicken. Diese war aber damals nicht befugt, eigenverantwortlich zu handeln, sondern musste sich nach den Regierungsbeschlüssen richten. Da die britische Regierung gegen einen Straferlass war, um den Widerstand in Zypern zu brechen, konnte Evagoras Pallikaridis nicht gerettet werden.

## Werk
Pallikaridis fing als Schüler an zu dichten. Auch während seiner Zeit im Widerstand setzte er das Schreiben fort. Seine Gedichte wurden nach seinem Tod von seinen Mitkämpfern bis zur Befreiung Zyperns an einem sicheren Ort aufbewahrt und sind deshalb noch erhalten. Überliefert wurden auch seine Abschiedsworte an seine Mitschüler in Form eines Gedichtes. Posthum wurde zu einigen seiner Gedichte Musik geschrieben. 1997 erschien die Schallplatte Ψυχή τε και σώματι (Seele und Körper), auf der fünf seiner Gedichte von dem zyprischen Komponisten Marios Tokas vertont und von Kyriakos Chatzichristodoulou gesungen wurden.

## Würdigung
Ihm zu Ehren veranstaltete die E.O.P.K. (Ελληνικός Πολιτιστικός Όμιλος Κυπρίων Ελλάδας (Kulturelle Vereinigung der Zyprioten Griechenlands)) 2018 einen internationalen Gedichtwettbewerb. Die drei Preisträgerinnen kamen aus Athen, Thessaloniki und Limassol.
Pallikaridis’ Elternhaus ist heute zu dem Museum Πατρική οικία – μουσείο Ευαγόρα Παλληκαρίδη (Patriki ikia – Musio Evagora Pallikaridi) geworden. Es wird dort sowohl das ländliche Leben Zyperns Mitte des 20. Jahrhunderts gezeigt, als auch der Werdegang des bekannten Widerstandskämpfers dokumentiert. Zu seiner Erinnerung sind Fotos, persönliche Gegenstände sowie Schriftstücke mit seinen Gedichten ausgestellt. Um das Museum zu einem Ort der kulturellen Begegnung zu machen, gibt es auch ein großes Amphitheater für 250 Personen.
In Paphos ist eine Straße nach ihm benannt.
2023 wurde die erste Grundschule von Oreokastro in Zentralmakedonien nach Pallikaridis benannt.